# Messincourt
Messincourt ist eine französische Gemeinde mit 588 Einwohnern (Stand: 1. Januar 2022) im Département Ardennes in der Region Grand Est. Der Ort gehört zum Arrondissement Sedan und zum Kanton Carignan. Zudem ist die Gemeinde Teil des 1994 gegründeten Gemeindeverbands Portes du Luxembourg. Die Bewohner nennen sich Messincourtiens/Messincourtiennes.

## Geographie
Messincourt liegt am Fluss Aulnois rund 16 Kilometer ostsüdöstlich von Sedan im Osten des Départements Ardennes an der Grenze zu Belgien. Die Gemeinde besteht aus dem Dorf Messincourt und wenigen Einzelgehöften. Die gesamte Nordhälfte des Gemeindegebiets bedeckt der Wald Bois de Messincourt.
Nachbargemeinden sind die Ortsteile Muno und Lambermont der belgischen Gemeinde Florenville im Norden und Nordosten, Pure im Osten, Osnes im Südosten, Sachy im Südwesten sowie Escombres-et-le-Chesnois im Nordwesten.   

## Geschichte
Die Gemeinde gehörte von 1793 bis 1801 zum Distrikt Sedan. Von 1801 bis 1926 war sie Teil des Arrondissements Sedan. Danach war sie von 1926 bis 1942 dem Arrondissement Mézières zugeteilt. Seit 1942 wieder dem Arrondissement Sedan. Von 1793 bis 1801 war der Ort innerhalb des Kantons Douzy. Seither liegt die Gemeinde innerhalb des Kantons Carignan.  

## Bevölkerungsentwicklung
| Jahr                       | 1793 | 1800 | 1872 | 1886 | 1911 | 1921 | 1936 | 1946 | 1962 | 1968 | 1975 | 1982 | 1990 | 1999 | 2006 | 2012 |
| Einwohner                  | 580  | 542  | 1058 | 1020 | 844  | 656  | 888  | 746  | 682  | 677  | 704  | 618  | 555  | 530  | 581  | 617  |
| Quellen: Cassini und INSEE |      |      |      |      |      |      |      |      |      |      |      |      |      |      |      |      |